# طش
طش، روستایی است از توابع بخش مرکزی شهرستان رشت در استان گیلان ایران. واقع در رشت، گیلان، شمال ایران: روستایی با نام طش در حاشیه شهرستان رشت قرار دارد. پس از گذشتن از روستای آلمان و انتهای دیوار فرودگاه رشت در شمال روستای آلمان به روستای طش که منطقه ای خوش آب و هوا می‌باشد می‌رسیم. این روستا دارای یک کارخانه شالی کوبی و چند فروشگاه و یک مسجد،مدرسه و مخابرات می‌باشد و از تمام امكانات آب برق گاز وتلفن برخوردار است ، منطقه‌ای است آرام و زيبا که با باغ‌ها و زمین‌های کشاورزی احاطه شده‌. این روستا از طریق جاده‌ای آسفالت به محله گلسار رشت متصل می‌باشد؛ و از شرق به اتوبان رشت انزلی و از غرب به پیربازار متصل است. فاصله زمانى طش تا رشت ۵ دقيقه می باشد و يكى از روستاهاى بسيار نزدیک به رشت است، جمعیت روستا حدود ۹۶۴ نفر می‌باشد که به دلیل نزدیکی به محله گلسار و خوش آب و هوا بودن منطقه و فاصله مناسب با فرودگاه اقدام به سکونت و ساخت ویلا در آن منطقه کرده‌اند.

## جمعیت
این روستا در دهستان پیربازار قرار دارد و براساس سرشماری مرکز آمار ایران در سال ۱۳۸۵، جمعیت آن ۹۶۴ نفر (۲۵۱خانوار) بوده‌است.